# الحروب الميسينية

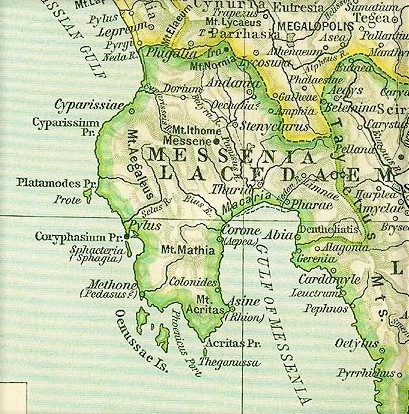

الحروب الميسينية تشير إلى الحروب بين ميسينيا وأسبرطة في القرنين الثامن والتاسع قبل الميلاد وكذلك القرن الرابع قبل الميلاد.
- الحرب الميسينية الأولى
- الحرب الميسينية الثانية [الإنجليزية]
- الحرب الميسينية الثالثة